# Cité Amirouche (métro d'Alger)
Pour les articles homonymes, voir Amirouche.
Amirouche est une station de la Ligne 1 du Métro d'Alger. Elle est située sous le Chemin Fernane-Hanafi (ex Vauban), près de la Cité Colonel Amirouche. Elle dessert les quartiers Brosette de la commune d'Hussein Dey et le Calvaire de Kouba.

## Accès
- Accès n°1 : Bouelvard Fernane Hannafi
- Accès n°2 : Cité Colonel Amirouche

## Correspondances
Bus : 66 Place Aissat Idir - Bachdjerrah

## A Proximité
- Mosquée
- Bureau de Poste d'Hussein Dey Brosette
- Centre Culturel Aissa Messaoudi
- Lycée Boulkine
- Hôtel Oasis (4*)
- Hotel New Dey (4*)

## Galerie de photographies

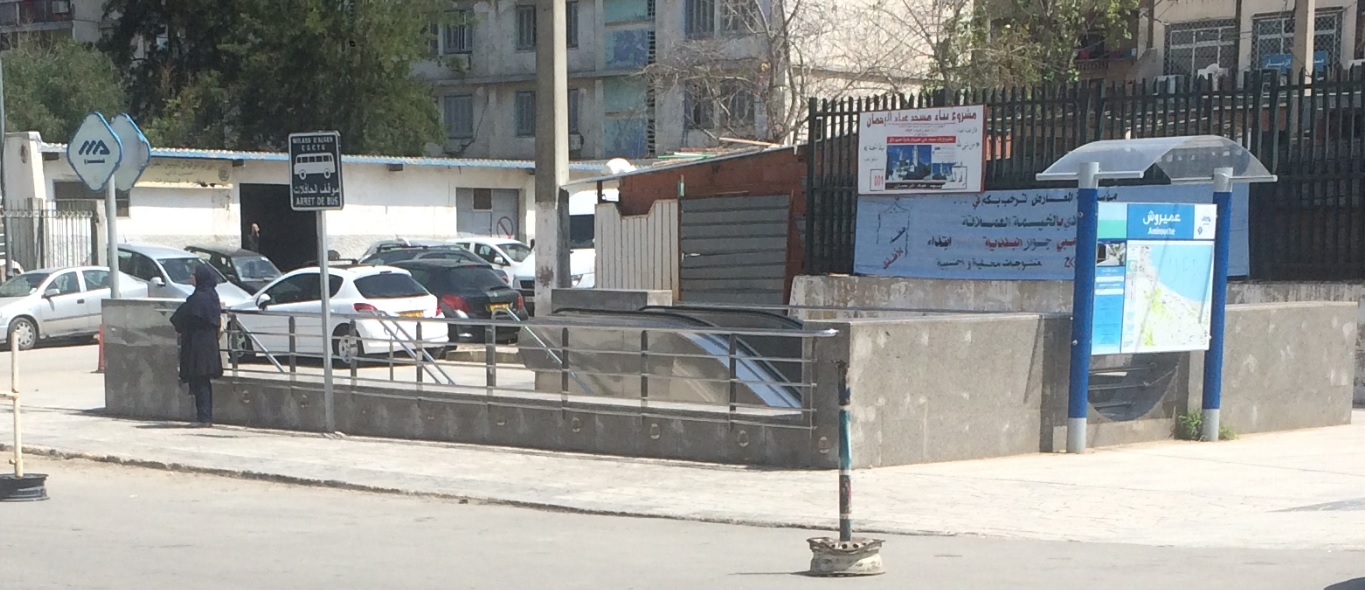
Entrée n°2 de la station Amirouche.
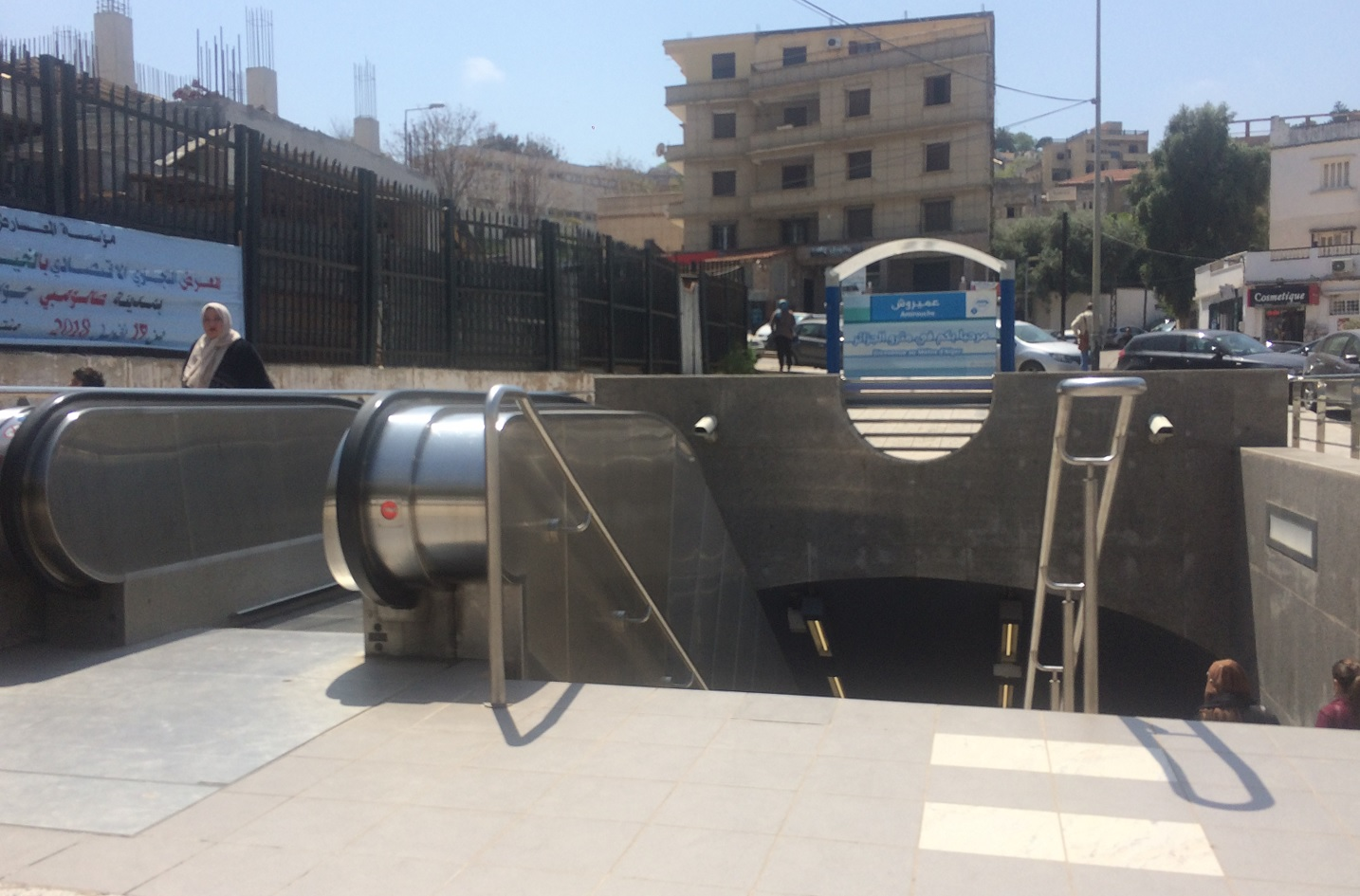
Entrée n°2 de la station Amirouche.
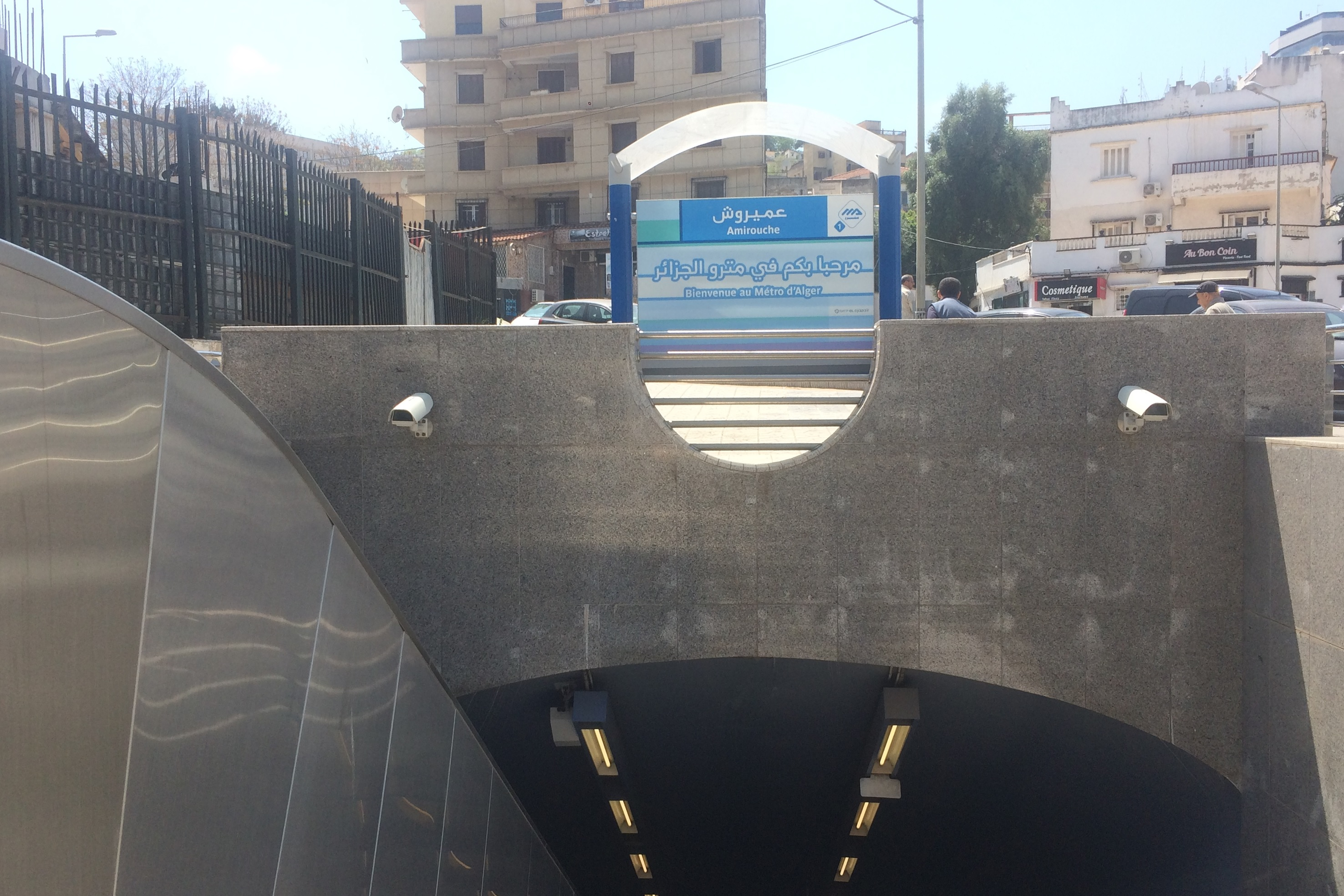
Entrée n° 2 de la station Amirouche.
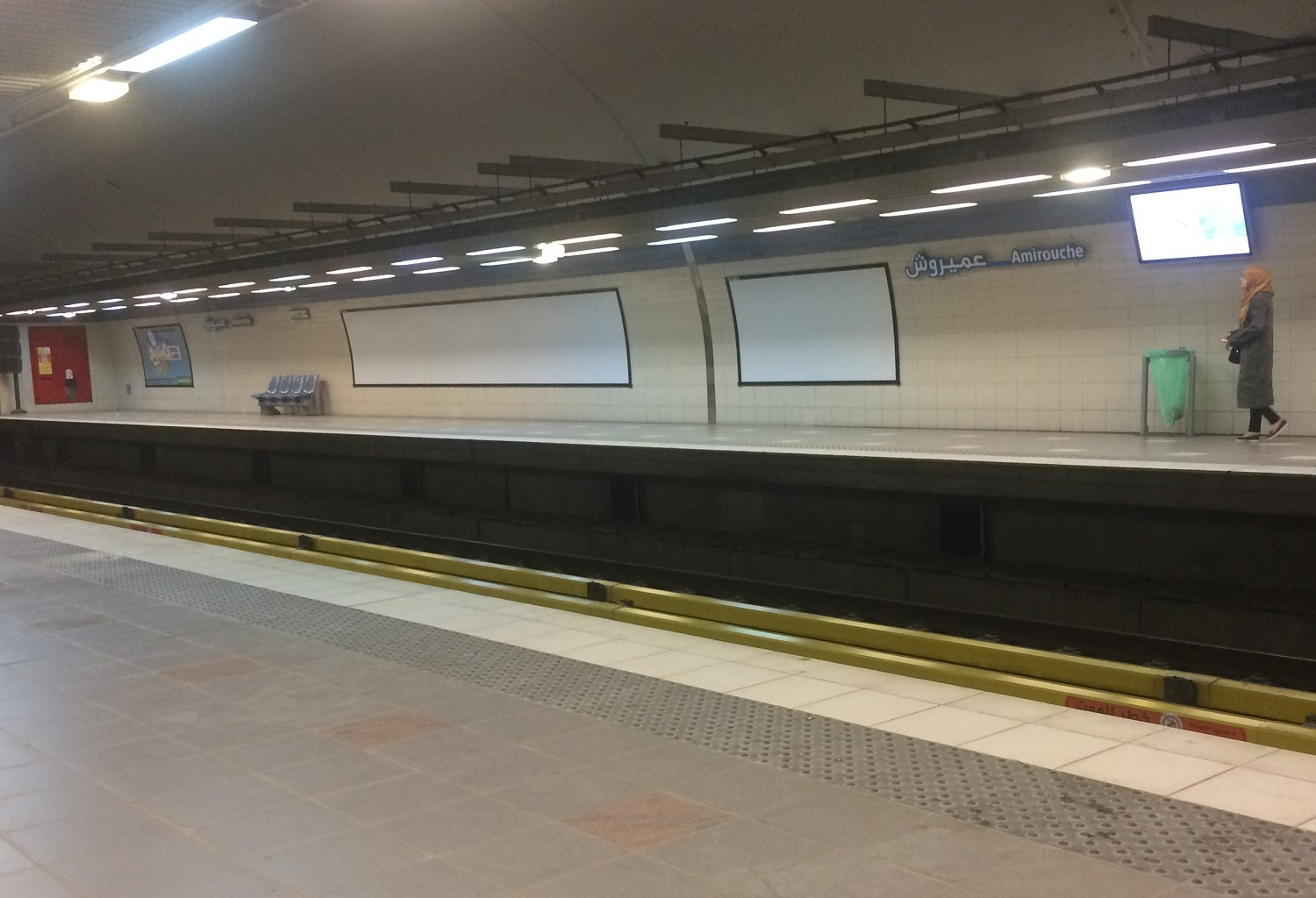
Quai de la station Amirouche.